# Makanda Ken McIntyre
Makanda Ken McIntyre (nacido como Kenneth Arthur McIntyre; también conocido como Ken McIntyre; 7 de septiembre de 1931 – 13 de junio de 2001) fue un músico de jazz estadounidense, compositor y educador. Además de su instrumento principal, el saxofón alto, tocaba la flauta, el clarinete bajo, el oboe, el fagot, el contrabajo, la batería y el piano.

## Biografía
McIntyre nació en Boston, Massachusetts. Su padre tocaba la mandolina. Comenzó su vida musical tocando la corneta a los ocho años, y luego el piano. Durante su adolescencia descubrió la música de Charlie Parker y comenzó a tocar el saxofón a los diecinueve años, incorporando el clarinete y la flauta dos años después.
En 1953 sirvió en el Ejército de los Estados Unidos y tocó saxofón y piano en Japón.
Tras dos años de servicio militar, estudió en el Boston Conservatory, donde fue alumno de Gigi Gryce, Charlie Mariano y Andy McGhee. En 1958 obtuvo una licenciatura en flauta y composición, y al año siguiente una maestría en composición. En 1975 recibió un doctorado en diseño curricular por la Universidad de Massachusetts Amherst.
En 1960 grabó como líder junto a Eric Dolphy. A partir del año siguiente, y durante seis años, enseñó música en escuelas públicas. Tomó clases de oboe en Nueva York antes de tocar con Bill Dixon, Jaki Byard y la Jazz Composer's Orchestra. Posteriormente, pasó tres años tocando con el pianista Cecil Taylor.
Durante la década de 1970 grabó con Nat Adderley y Beaver Harris, y en los años 1980 con Craig Harris y Charlie Haden.
En 1971 fundó el primer programa de Música Afroamericana en los Estados Unidos, en el College at Old Westbury de la Universidad Estatal de Nueva York, donde enseñó durante 24 años. También fue docente en la Universidad Wesleyana, Smith College, Central State University, Universidad de Fordham y en la The New School for Jazz and Contemporary Music.
McIntyre falleció de un ataque al corazón en Nueva York, el 13 de junio de 2001, a los 69 años.

## Discografía

### Como líder
- Stone Blues (New Jazz, 1961)
- Looking Ahead (New Jazz, 1961)
- Year of the Iron Sheep (United Artists, 1962)
- Way, Way Out (United Artists, 1963)
- Hindsight (SteepleChase, 1974)
- Home (SteepleChase, 1975)
- Open Horizon (SteepleChase, 1975)
- Introducing the Vibrations (SteepleChase, 1977)
- Chasing the Sun (SteepleChase, 1979)
- Tribute (Serene, 1991)
- A New Beginning (Passin' Thru, 2001)
- In the Wind: The Woodwind Quartets (Passin' Thru, 2004; grabado en 1995 y 1996)

### Como acompañante

#### ConCharlie Haden
- Dream Keeper (DIW, 1990)
- The Montreal Tapes: Liberation Music Orchestra (Verve, 1999)
- Live in Montreal (Image Entertainment, 2002)

#### ConBeaver Harris
- Beautiful Africa (Soul Note, 1979)
- Negcaumongus (Cadence, 1981)
- Live at Nyon (Cadence, 1981)
- Safe (Red, 1980)

#### ConArchie SheppyBill Dixon
- Quartet (FreeFactory, 2009)
- Bill Dixon 7-tette/Archie Shepp and the New York Contemporary 5 (Savoy, 1964)

#### Con otros artistas
- Nat Adderley, Don't Look Back (SteepleChase, 1976)
- Eric Dolphy, Fire Waltz (Prestige, 1978)
- Honi Gordon, Honi Gordon Sings (Prestige, 1962)
- Craig Harris, Aboriginal Affairs (India Navigation, 1983)
- Jazz Composer's Orchestra, Communication (Fontana, 1966)
- Michael Mantler / Carla Bley, 13 & 3/4 (1975)
- Cecil Taylor, Unit Structures (Blue Note, 1966)